# Пронт, Робин
Робин Пронт (нидерл. Robin Pront; род. 1986, Антверпен, Фламандский регион, Бельгия) — фламандский кинорежиссёр
, режиссёр, сценарист полуголландского происхождения. Робин известен своим прямым и серьёзным стилем.

## Биография
Робин Пронт родился в 1986 году в Бельгии. Окончил Университет прикладных наук Синт-Лукас в Брюсселе.

## Карьера
В 2008 году Робин Пронт снял свой первый короткометражный фильм «План Б» о наркосцене в Антверпене и его влиянии на главных героев с Ману Керстингом и Йеруном Персевалем в главных ролях. Фильм получил премию за лучший короткометражный фильм на Международном кинофестивале короткометражных фильмов в Лёвене, а также премию «Выбор публики». Благодаря этому первому фильму получил широкую известность.
В 2010 году Робин Пронт снял короткометражный фильм для MTV — «19:00». В этом же году снял короткометражный фильм «Время травм» о футбольном хулиганстве с участием звёзд «Буллхеда» с Маттиасом Схунартсом и Йеруном Персевалем в главной роли. Фильм «Время травм» был его дипломным проектом в Академии Синт-Лукас (англ. Sint-Lukas Academy) в Брюсселе. Фильм получил положительные отзывы от критиков и был выбран на нескольких национальных и международных фестивалях, также получил призы в Брюсселе и Генте.
В 2012 году Пронт стал известен на родине широкой публике благодаря участию в юмористической телевизионной викторине «Самый умный человек в мире».
В 2015 году Робин Пронт создал свой первый полнометражный фильм «Арденны», снятый компанией Savage Film. Кевин Янссенс и Йерун Персеваль сыграли вместе с Верле Батенс и Яном Бийвоетом. Фильм был показан на престижном кинофестивале в Генте 13 октября 2015 года, а на следующий день фильм был показан широкой публике в Бельгии. Мрачный и жестокий триллер был удостоен приза жюри Sang Neuf на новом Международном фестивале полицейских фильмов в Боне.
В 2016 и 2017 годах он руководил записями телесериала VTM «Банда Яна де Лихте».
Как сценарист работал над фильмами «Премьер» (De Premier, 2016), «Арденны», «Время травмы» (Injury Time, 2010).

## Фильмография
Короткометражные фильмы
- «План Б» (2008)
- «Время травмы» (Injury Time) (2010)[5]
- «19:00» (2010)[5]

Полнометражные фильмы
- «Арденны» (2015)
- «Бесшумный» (2020)

Сериалы
- «Лесные рейдеры» (2017)